# 市来半次郎
市来 半次郎（いちき はんじろう、1864年5月8日（元治元年4月3日） - 没年不明）は、明治から大正時代の岡山県および台湾総督府の官僚で台東庁長をつとめた。

## 経歴
元治元年4月3日、大隅国姶良郡帖佐村（現鹿児島県姶良市）出身。岡山県にて巡査となり警部に進む。その後領有したばかりの台湾に渡り、台湾総督府の雇員となり。その後は警察関係にすすみ警視となり、台中、苗栗、台北で勤務した。1916年（大正5年）11月に台東庁長に就任し、1924年（大正13年）12月退官した。その後、故郷に帰り、帖佐村議会議員、村会議長をつとめるが、のちの消息は不明である。三男二女をもうけるが、次男の吉至は、東京帝国大学を卒業し台湾総督府に勤務した。次女は高雄警察署長をつとめた下川静一に嫁いだ。
- 1889年（明治22年）6月19日　岡山県巡査[1]。
- 1893年（明治26年）11月11日　保安課兼警務課勤務、岡山県警部[1]。
- 1895年（明治28年）
  - 7月11日　岡山県を依願免官（退職）し、台湾総督府の雇員に採用される[1]。
  - 10月7日　台湾民政支部詰、警部心得[1]。
- 1896年（明治29年）
  - 4月1日　台中県警部[1]。
  - 6月26日　台中警察署勤務[1]。
- 1897年（明治30年）8月4日　北斗警察署長[1]。
- 1901年（明治34年）
  - 5月　市来ハルの入夫となり、市来姓となる。[4]
  - 11月11日　苗栗庁警部に転じ、警務課長[1]。
- 1906年（明治39年）9月1日　台中庁警務課長、警部[1]。
- 1907年（明治40年）5月24日　台北庁警務課長、警視[1]。
- 1916年（大正5年）11月13日　任台東庁長[5]。
- 1924年（大正13年）12月16日　依願免官（退職）[6]。

## 親族
- 兄　：白坂恵一郎　姶良村長[7][8]
- 長男：市来備一郎　台湾総督府殖産局営林署雇[9]
- 二男：市来吉至（台湾総督府官僚、陸軍司政長官）[10]
- 二女：とみ　台湾総督府高雄警察署長をつとめた下川静一に嫁ぐ[3]。

## 栄典
位階
- 従七位　明治40年7月20日[11]。
- 正七位　明治43年12月20日[12]。
- 従六位　大正2年11月30日[13]。
- 正六位　大正6年4月30日[14]。
- 従五位　大正9年11月10日[15]。
- 正五位　大正14年1月15日[16]。

勲章等
- 勲八等瑞宝章　明治33年2月9日[17]。
- 勲七等瑞宝章　明治37年8月22日[18]。
- 勲六等瑞宝章　明治41年6月25日[19]。
- 勲五等瑞宝章　大正3年6月29日[20]。
- 勲四等瑞宝章　大正4年2月10日[21]。
- 勲三等瑞宝章　大正12年3月24日[22]。
- 明治二十七八年従軍記章　明治28年11月18日[1]。